# Saint-Simon (Lot)
Saint-Simon è un comune francese di 149 abitanti situato nel dipartimento del Lot nella regione dell'Occitania.

## Società

### Evoluzione demografica
Abitanti censiti